# Erich Gans
Erich Gans (* 5. Mai 1908 in Nürnberg; † 1. Juli 1934 im KZ Dachau) war ein deutscher Arbeiter. Er wurde vor allem bekannt als eines der Opfer des so genannten Röhm-Putsches.

## Leben und Wirken
Erich Gans entstammte einer jüdischen Familie aus Nürnberg-Fürth. Seine Eltern waren Moritz Gans und seine Ehefrau Bella, geb. Oppenheimer. In den 1920er Jahren trat er der Kommunistischen Partei Deutschlands (KPD) bei, in der er sich in einer Wohngebietsgruppe engagierte. Seit 1928 war er Mitglied der Roten Hilfe. Seinen Lebensunterhalt verdiente Gans, der in der Dürrenhofstraße 47 lebte, als Lagerist und Handlungsgehilfe.
Nach der Machtergreifung der Nationalsozialisten im Frühjahr 1933 war Gans als Jude und Kommunist dem Hass der neuen Machthaber ganz besonders ausgesetzt. Im Frühjahr 1933 wurde er verhaftet und ins KZ Dachau eingeliefert.
Am 1. Juli 1934 wurde Gans anlässlich der Röhm-Affäre auf Anweisung des Lagerkommandanten von Dachau, Theodor Eicke, zusammen mit drei weiteren „Schutzhäftlingen“ (Julius Adler, Walter Häbich und Adam Hereth) des Lagers von Angehörigen des SS-Wachkommandos erschossen. Offiziell wurden die Erschießungen damit begründet, dass die vier sich mit dem angeblich gegen Hitler putschenden SA-Führern um Ernst Röhm solidarisch erklärt hätten. Tatsächlich dürfte jedoch die Dachauer Lagerleitung die Gelegenheit genutzt haben, um einige besonders verhasste Häftlinge zu beseitigen. Einigen Quellen zufolge erfolgte die Tötung im Bunker des Lagers. Die Asche von Gans erhielten seine Eltern erst im Oktober 1934.
Im Oktober 1934 gelangte die Meldung von Gans’ Ermordung auch ins Ausland: So berichtete das Pariser Tageblatt am 26. Oktober 1934, dass Gans der neunte Nürnberger Jude sei, der bis zu diesem Zeitpunkt in Dachau ermordet wurde.